# Lista över fotbollsanläggningar i Sverige
Detta är en lista över nu existerande fotbollsarenor i Sverige med en kapacitet om minst 4 000 åskådare.

## Lista
| Nr | Arena                    | Underlag   | Ort         | Publikkapacitet | Publikkapacitet | Hemmalag                                                               |
| -- | ------------------------ | ---------- | ----------- | --------------- | --------------- | ---------------------------------------------------------------------- |
| 1  | Strawberry Arena         | Hybridgräs | Stockholm   | 50 000          | [ 1 ]           | AIK och Sveriges herrlandslag                                          |
| 2  | Ullevi                   | Gräs       | Göteborg    | 40 000          | [ 2 ]           |                                                                        |
| 3  | 3Arena                   | Konstgräs  | Stockholm   | 30 000          | [ 3 ]           | Djurgårdens IF och Hammarby IF                                         |
| 4  | Malmö Stadion            | Gräs       | Malmö       | 26 500          | [ 4 ]           | Ariana FC                                                              |
| 5  | Eleda Stadion            | Hybridgräs | Malmö       | 22 500          | [ 5 ]           | Malmö FF                                                               |
| 6  | Gamla Ullevi             | Hybridgräs | Göteborg    | 18 454          | [ 6 ]           | Gais, IFK Göteborg samt Örgryte IS                                     |
| 7  | Olympia                  | Gräs       | Helsingborg | 16 000          | [ 7 ]           | Helsingborgs IF                                                        |
| 7  | Platinumcars Arena       | Konstgräs  | Norrköping  | 16 000          | [ 8 ]           | IFK Norrköping, IFK Norrköping Dam, IK Sleipner samt IF Sylvia         |
| 9  | Borås Arena              | Konstgräs  | Borås       | 14 500          | [ 9 ]           | IF Elfsborg och Norrby IF                                              |
| 10 | Stockholms stadion       | Gräs       | Stockholm   | 14 200          | [ 10 ]          | Djurgårdens IF Dam                                                     |
| 11 | Behrn Arena              | Konstgräs  | Örebro      | 13 072          | [ 11 ]          | KIF Örebro och Örebro SK                                               |
| 12 | Guldfågeln Arena         | Hybridgräs | Kalmar      | 12 150          | [ 12 ]          | Kalmar FF                                                              |
| 13 | Ryavallen                | Gräs       | Borås       | 12 000          | [ 13 ]          |                                                                        |
| 13 | Spiris Arena             | Hybridgräs | Växjö       | 12 000          | [ 14 ]          | Växjö DFF och Östers IF                                                |
| 15 | Studenternas IP          | Konstgräs  | Uppsala     | 11 167          | [ 15 ]          | IK Sirius och IK Uppsala                                               |
| 16 | Örjans vall              | Gräs       | Halmstad    | 10 873          | [ 16 ]          | Halmstads BK och IS Halmia                                             |
| 17 | Arosvallen               | Gräs       | Västerås    | 10 000          | [ 17 ]          |                                                                        |
| 18 | Landskrona IP            | Gräs       | Landskrona  | 9 800           | [ 18 ]          | Landskrona BoIS                                                        |
| 19 | Fredriksskans IP         | Gräs       | Kalmar      | 8 973           | [ 19 ]          | Kalmar AIK                                                             |
| 20 | Motala Idrottspark       | Konstgräs  | Motala      | 8 500           | [ 20 ]          | Motala AIF                                                             |
| 20 | Värendsvallen            | Gräs       | Växjö       | 8 500           | [ 21 ]          |                                                                        |
| 22 | Jämtkraft Arena          | Konstgräs  | Östersund   | 8 466           | [ 22 ]          | IFK Östersund och Östersunds FK                                        |
| 23 | Kopparvallen             | Konstgräs  | Åtvidaberg  | 8 000           | [ 23 ]          | Åtvidabergs FF                                                         |
| 23 | NP3 Arena                | Konstgräs  | Sundsvall   | 8 000           | [ 24 ]          | GIF Sundsvall och Sundsvalls DFF                                       |
| 25 | Malmö IP                 | Konstgräs  | Malmö       | 7 600           | [ 25 ]          | FC Rosengård (damer)                                                   |
| 26 | Linköping Arena          | Konstgräs  | Linköping   | 7 400           | [ 26 ]          | Linköpings FC                                                          |
| 27 | Stadsparksvallen         | Gräs       | Jönköping   | 7 300           | [ 27 ]          | Jönköpings Södra och Mariebo IK                                        |
| 28 | Tunavallen               | Konstgräs  | Eskilstuna  | 7 200           | [ 28 ]          | AFC Eskilstuna, Eskilstuna City, Eskilstuna United samt IFK Eskilstuna |
| 29 | Hitachi Energy Arena     | Konstgräs  | Västerås    | 7 000           | [ 29 ]          | IFK Västerås och Västerås SK                                           |
| 30 | Borlänge Energi Arena    | Konstgräs  | Borlänge    | 6 500           | [ 30 ]          | IK Brage                                                               |
| 31 | Bravida Arena            | Konstgräs  | Göteborg    | 6 316           | [ 31 ]          | BK Häcken, BK Häcken Dam samt Utsiktens BK                             |
| 32 | Gavlevallen              | Konstgräs  | Gävle       | 6 243           | [ 32 ]          | Gefle IF                                                               |
| 33 | Stora Valla              | Gräs       | Degerfors   | 6 000           | [ 33 ]          | Degerfors IF                                                           |
| 33 | Strandvallen             | Gräs       | Hällevik    | 6 000           | [ 34 ]          | Mjällby AIF                                                            |
| 33 | Umeå Energi Arena        | Konstgräs  | Umeå        | 6 000           | [ 35 ]          | Team TG, Umeå IK samt Umeå FC                                          |
| 33 | Österås IP               | Gräs       | Hässleholm  | 6 000           | [ 36 ]          | FC Hessleholm, Hässleholms IF samt IFK Hässleholm                      |
| 37 | Södertälje fotbollsarena | Konstgräs  | Södertälje  | 5 785           | [ 37 ]          | Assyriska FF, Syrianska FC samt Nordic United FC                       |
| 38 | Skarsjövallen            | Gräs       | Ljungskile  | 5 715           | [ 38 ]          | Ljungskile SK                                                          |
| 39 | Nobelstadion             | Gräs       | Karlskoga   | 5 619           | [ 39 ]          | KB Karlskoga                                                           |
| 40 | Vångavallen              | Gräs       | Trelleborg  | 5 574           | [ 40 ]          | IFK Trelleborg och Trelleborgs FF                                      |
| 41 | Falcon Alkoholfri Arena  | Gräs       | Falkenberg  | 5 500           | [ 41 ]          | Falkenbergs FF                                                         |
| 42 | Edsborgs IP              | Gräs       | Trollhättan | 5 100           | [ 42 ]          | FC Trollhättan                                                         |
| 43 | Boden Arena              | Konstgräs  | Boden       | 5 000           | [ 43 ]          | Bodens BK                                                              |
| 43 | Finnvedsvallen           | Gräs       | Värnamo     | 5 000           | [ 44 ]          | IFK Värnamo                                                            |
| 43 | Gutavallen               | Gräs       | Visby       | 5 000           | [ 45 ]          | FC Gute och Visby AIK                                                  |
| 43 | Klostergårdens IP        | Konstgräs  | Lund        | 5 000           | [ 46 ]          | Lunds BK                                                               |
| 43 | Nyabvallen               | Konstgräs  | Luleå       | 5 000           | [ 47 ]          | IFK Luleå                                                              |
| 48 | Grimsta IP               | Konstgräs  | Stockholm   | 4 729           | [ 48 ]          | IF Brommapojkarna                                                      |
| 49 | Trängens IP              | Konstgräs  | Örebro      | 4 700           | [ 49 ]          | BK Forward                                                             |
| 50 | Södermalms IP            | Konstgräs  | Skövde      | 4 646           | [ 50 ]          | IFK Skövde och Skövde AIK                                              |
| 51 | Påskbergsvallen          | Gräs       | Varberg     | 4 575           | [ 51 ]          | Varbergs BoIS samt Varbergs GIF                                        |
| 52 | Rimnersvallen            | Gräs       | Uddevalla   | 4 050           | [ 52 ]          | IK Oddevold                                                            |
| 53 | Enavallen                | Gräs       | Enköping    | 4 000           | [ 53 ]          | Enköpings IS och Enköpings SK                                          |
| 53 | Skytteholms IP           | Konstgräs  | Stockholm   | 4 000           | [ 54 ]          | AIK Dam, Vasalunds IF                                                  |
| 53 | Sola Arena               | Hybridgräs | Karlstad    | 4 000           | [ 55 ]          | IF Karlstad                                                            |
| 53 | Valhalla IP              | Konstgräs  | Göteborg    | 4 000           | [ 56 ]          | IFK Göteborg Dam, Qviding FIF samt Örgryte IS Dam                      |